# Fritz Hirzel
Fritz Hirzel (* 1945) ist ein Schweizer Journalist und Schriftsteller.
Hirzels bekanntestes Werk ist das 1982 erschienene Chaplins Schatten: Bericht einer Spurensicherung. Er arbeitete immer wieder mit seinem Bruder Richard Hirzel, besser bekannt als Clown Pic, zusammen.

## Werke
- Schindellegi. Roman. Limmat, Zürich 1988, ISBN 3-85791-136-0.
- Chaplins Schatten: Bericht einer Spurensicherung. Kaleidoskop, Zürich 1982.
- Delphi, Berlin: Teddy Stauffer 1936–1939. Kaleidoskop, Zürich 2001, ISBN 3-9066-0091-3.
- Das Fossil. Roman. Onlineroman. Zürich 2006 (Volltexte).